# The Boy vs. The Cynic
The Boy vs. The Cynic é o quarto álbum de estúdio do cantor cristão John Reuben, lançado a 21 de Junho de 2005.
O disco atingiu o nº 27 do Top Christian Albums.

## Faixas
Todas as faixas por Grant Harrison.
1. "Out of Control" — 3:50
2. "Nuisance" (com Matthew Thiessen do Relient K) — 3:37
3. "Chapter I" — 2:49
4. "Follow Your Leader" — 3:10
5. "Sales Pitch" — 3:45
6. "Sunshine" — 3:21
7. "So Glad" (com Tim Skipper do House of Heroes) — 3:12
8. "What About Them?" — 3:49
9. "There's Only Forgiveness" — 4:07
10. "All I Have" — 3:54
11. "Cooperate" — 3:30
12. "The Boy vs. The Cynic" — 6:19